# Війна родин (телесеріал)

## Історія створення
«Війна сімей» – це перший проект ТНТ, зроблений у співпраці із продюсерами телеканалу « Супер! ». Ще одним продюсером серіалу став Клим Шипенко – режисер фільму « Холоп », – найкасовішої комедії в історії російського кінопрокату. Зйомки 1 сезону серіалу проходили з липня по жовтень 2019  .
Онлайн-прем'єра першого сезону серіалу відбулася з 10 лютого по 29 лютого 2020 року на онлайн-сервісі PREMIER . Показ першого сезону цього серіалу на ТНТ відбувався з 17 лютого до 4 березня 2020 року. Повторний показ першого сезону серіалу відбувався з 10 березня по 2 квітня 2020 року на телеканалі Супер .
Серіал було продовжено на другий сезон, зйомки якого стартували в липні  та проходили до вересня 2020 року. Прем'єра відбулася 26 лютого 2021 року на платформі START  . Спочатку телевізійну прем'єру другого сезону на ТНТ було заплановано на 11 квітня 2022 року, але було перенесене і в результаті прем'єра відбулася 25 липня 2022 року о 20:00.

## Сюжет
Мишко і Дмитро дружать понад сорок років. За цей час вони заснували спільний бізнес, обзавелися сім'ями та збудували два будинки на спільній ділянці. Здавалося б, нічого не зможе зруйнувати міцну чоловічу дружбу півстолітньої витримки. Але одного разу під час спільного сімейного свята розкрилися таємниці, які миттєво перетворили найкращих друзів на найлютіших ворогів.
У другому сезоні сімейство Мамонтових і Ремньових знову доведеться пережити не один удар долі. Після розлучення з Танею Мишко живе з подругою своєї дочки, стосунки Діми та Олени теж терплять не найлібші часи, а погляди Арини та Вадима на подружнє життя виявляються надто різними.

## Список серій

### Сезон 2 (2021)
| № серії | Прем'єра   | Опис серії |
| ------- | ---------- | --- |
| 1 (21)  | 26.02.2021 | Вадим готується до дня народження двох мам, які все ще не порозумілися. А у Михайла нова дівчина, і краще про неї нікому не знати.                      |
| 2 (22)  | 26.02.2021 | Тані потрібна перепочинок, її кішкам - новий будинок, а дочці - паркан. Всім іншим варто запастися терпінням.                                           |
| 3 (23)  | 05.03.2021 | Що не зробиш заради кохання! Діма готується до стрибка з тарзанки, а Мишко наважується на сміливе перетворення.                                         |
| 4 (24)  | 05.03.2021 | Олена підозрює колишню подругу в меркантильності і хоче її перевірити, а Вадиму та Арині випробування влаштовують їхні власні мами.                     |
| 5 (25)  | 12.03.2021 | Комусь настав час задуматися про весілля, а комусь — про дітей. Але у всіх свої погляди на сімейне життя, чи хоч хтось піде на компроміс?               |
| 6 (26)  | 19.03.2021 | Серце Діми невільне, але ким саме воно зайняте? У Тані такого вибору немає — їй знаходять одного, проте ідеального залицяльника.                        |
| 7 (27)  | 19.03.2021 | Даша кидає виклик вбивці і перетворюється на детектива. Розслідування вимагає й інша справа — на одну з пар чекає поповнення в сімействі.               |
| 8 (28)  | 26.03.2021 | Діма хоче повернути колишню пристрасть у свої стосунки. У Михайла завдання ще складніше - він намагається зробити спільну фотографію зі своєю дівчиною. |
| 9 (29)  | 26.03.2021 | Настає час змін! Діма змінює місто на село, а Таня та Даша підбираються до чужої таємниці. Що приховує їхня подруга?                                    |
| 10 (30) | 02.04.2021 | Мишко та Діма беруть до рук зброю. Що може йти не так? Після знайомства з другою мамою Вадим нічого не дивується. Але на нього чекає сюрприз.           |
| 11 (31) | 02.04.2021 | Зрада загрожує відносинам Діми та Олени. Як зняти підозри? Мишко сідає на дієту, але морити себе голодом не збирається.                                 |
| 12 (32) | 09.04.2021 | |
| 13 (33) | 09.04.2021 | |
| 14 (34) | 16.04.2021 | |
| 15 (35) | 16.04.2021 | |
| 16 (36) | 23.04.2021 | |
| 17 (37) | 23.04.2021 | |
| 18 (38) | 26.04.2021 | |
| 19 (39) | 27.04.2021 | |
| 20 (40) | 28.04.2021 | |